# Ulrich Krohs
Ulrich Krohs (* 8. Juli 1961 in Göttingen) ist Professor für Philosophie an der Universität Münster.

## Leben
Ulrich Krohs studierte Biochemie und Philosophie in Tübingen, Brighton, Aachen und Hamburg. 1989 erhielt er sein Diplom in Biochemie (Universität Tübingen). 1994 wurde er zum Dr. rer. nat. promoviert (RWTH Aachen). 2004 habilitierte er sich im Lehrgebiet Philosophie (Universität Hamburg).
Nach Lehr- und Forschungstätigkeiten an der Universität Hamburg, am Konrad Lorenz Institut für Evolutions- und Kognitionsforschung in Altenberg/Österreich, an der Universität Wien, am Center for Philosophy of Science der University of Pittsburgh, an der Universität Bielefeld und an der Universität Bern wurde er im September 2012 Universitätsprofessor für Philosophie mit Schwerpunkt Wissenschaftstheorie und Naturphilosophie an der Universität Münster.
Seine Arbeitsschwerpunkte sind allgemeine Wissenschaftstheorie, Philosophie und Geschichte der Biowissenschaften, Technikphilosophie, Naturphilosophie und Erkenntnistheorie.

## Schriften (in Auswahl)

### Bücher (Monographien & Herausgeberschaften)
- Ulrich Krohs: Das Verhalten von Halobacterium salinarium nach stufenförmigen Lichtreizen. Experimente zur zellulären Signalverarbeitung. Köster, Berlin 1994. (zugl. Dissertation RWTH Aachen)
- Ulrich Krohs: Eine Theorie biologischer Theorien: Status und Gehalt von Funktionsaussagen und informationstheoretischen Modellen. Springer, Berlin 2004.
- Ulrich Krohs, Georg Toepfer: Philosophie der Biologie. Eine Einführung. Suhrkamp, Frankfurt am Main 2005, ISBN 3-518-29345-1.
- Ulrich Krohs, Peter Kroes: Functions in Biological and Artificial Worlds: Comparative Philosophical Perspectives. MIT Press, Cambridge/MA 2009.
- Ulrich Krohs: Gehirn und Freiheit: Eine Naturphilosophie des Bewusstseins. Vittorio Klostermann, Frankfurt am Main 2025.

### Aufsätze
- Ulrich Krohs: Philosophical and Foundational Issues in Systems Biology. In: W. Dubitzky, O. Wolkenhauer, K.-H. Cho, H. Yokota (Hrsg.): Encyclopedia of Systems Biology. Springer, New York 2013, S. 1698–1702.
- Ulrich Krohs: Convenience experimentation. In: Studies in History and Philosophy of Biological and Biomedical Sciences. 43, 2012, S. 52–57.
- Ulrich Krohs: Functions and fixed types: Biological functions in the post-adaptationist era. In: Applied Ontology. 6, 2011, S. 125–139.
- Ulrich Krohs: Epistemic consequences of two different strategies for decomposing biological networks. In: M. Suárez, M. Dorato, M. Rèdei (Hrsg.): EPSA Philosophical Issues in the Sciences. Launch of the European Philosophy of Science Association. Springer. Berlin 2010, S. 153–162.
- Ulrich Krohs: Dys-, mal- et non-: l’autre face de la fonctionnalité. In: J. Gayon, A. de Ricqlès, M. Mossio (Hrsg.): Les Fonctions: Des Organismes aux Artefacts. Presses Universitaires de France, Paris 2010, S. 337–351.
- Ulrich Krohs: Functions as based on a concept of general design. In: Synthese. 166, S. 2009, S. 69–89.
- Ulrich Krohs: Structure and coherence of two-model-descriptions of technical artefacts. In: Technē: Research in Philosophy and Technology. 13, 2009, S. 150–161.
- Ulrich Krohs: The cost of modularity. In: U. Krohs, P. Kroes (Hrsg.): Functions in Biological and Artificial Worlds: Comparative Philosophical Perspectives. MIT Press, Cambridge/MA 2009, S. 259–276.
- Ulrich Krohs, Peter Kroes: Philosophical perspectives on organismic and artifactual functions. In: U. Krohs, P. Kroes (Hrsg.): Functions in Biological and Artificial Worlds: Comparative Philosophical Perspectives. MIT Press, Cambridge/MA 2009, S. 3–12.
- Krohs, Ulrich: Libertarismus und naturwissenschaftlich aufgeklärter Determinismus. In: Erwägen, Wissen, Ethik. 20, 2008, S. 41–43.
- Ulrich Krohs: How digital computer simulations explain real-world processes. In: International Studies in the Philosophy of Science. 22, 2008, S. 277–292.
- Ulrich Krohs: Co-Designing social systems by designing technical artifacts: A conceptual approach. In: P. E. Vermaas, P. Kroes, A. Light, S. A. Moore (Hrsg.): Philosophy and Design: From Engineering to Architecture. Springer, Dordrecht 2008, S. 233–245.
- Ulrich Krohs: Welche Fragen beantwortet der ‚intelligent-design’-Kreationismus? In: R. Langthaler (Hrsg.): Evolutionstheorie – Schöpfungsglaube. Königshausen & Neumann, Würzburg 2008, S. 61–80.
- Ulrich Krohs, Werner Callebaut: Data without models merging with models without data. In: F. C. Boogerd, F. J. Bruggeman, J.-H. S. Hofmeyr, H. V. Westerhoff (Hrsg.): Systems Biology: Philosophical Foundations. Elsevier, Amsterdam 2007, S. 181–213.
- Ulrich Krohs: Der Funktionsbegriff in der Biologie. In: A. Bartels, M. Stöckler (Hrsg.): Wissenschaftstheorie. Ein Studienbuch. Mentis, Paderborn 2007, S. 287–306.
- Ulrich Krohs: Wo im Krankheitsbegriff steckt die Norm? In: Erwägen, Wissen, Ethik. 18, 2007, S. 114–115.
- Ulrich Krohs: Philosophies of particular biological research programs. In: Biological Theory. 1, 2006, S. 182–187.
- Ulrich Krohs: The changeful fate of a groundbreaking insight: the Darwinian fitness principle caught in different webs of belief. In: Jahrbuch für Europäische Wissenschaftskultur/Yearbook for European Culture of Science. 2, 2006, S. 107–124.
- Ulrich Krohs: A priori measurable worlds. 2005. Proceedings (Models and Simulations, London 2006), Philosophy of Science Archive, Pittsburgh, ID code 2787. http://philsci-archive.pitt.edu/archive/00002787/
- Ulrich Krohs: Biologisches Design. In: U. Krohs, G. Toepfer (Hrsg.): Philosophie der Biologie. Eine Einführung. Suhrkamp, Frankfurt am Main 2005, S. 52–69.
- Ulrich Krohs: Wissenschaftstheoretische Rekonstruktionen. In: U. Krohs, G. Toepfer (Hrsg.): Philosophie der Biologie. Eine Einführung. Suhrkamp, Frankfurt am Main 2005, S. 299–316.
- Ulrich Krohs: The conceptual basis of a biological dispute about the temporal order of evolutionary events. In: F. Stadler, M. Stöltzner (Hrsg.): Time and History/Zeit und Geschichte. Kirchberg, 2005, S. 152–154.
- Ulrich Krohs: Wer verantwortet Online-Rat durch medizinische Expertensysteme? In: K. H. Jähn, E. Nagel (Hrsg.): e-Health. Springer, Berlin 2004, S. 326–330.
- Ulrich Krohs: Angewandte Ethik e-Health. In: K. H. Jähn, E. Nagel (Hrsg.): e-Health. Springer, Berlin 2004, S. 331–336.
- Ulrich Krohs: Platons Dialektik im Sophistes vor dem Hintergrund des Parmenides. In: Zeitschrift für philosophische Forschung. 52, 1998, S. 237–256.

## Mitgliedschaften etc. (Auswahl)
- Editorial Boards von Biological Theory. Integrating Development, Evolution, and Cognition
- Kooptiertes Mitglied des Konrad Lorenz Institute for Evolution and Cognition Research, Altenberg/Österreich
- Mitglied des Vorstands der Gesellschaft für Wissenschaftsphilosophie
- Mitglied des Vorstands der Münster Graduate School of Evolution
- Mitherausgeber des Journal for General Philosophy of Science
- Website zur Naturphilosophie, unter Beteiligung von Ulrich Krohs